# Réserve naturelle de Husbergøya
La réserve naturelle de Husbergøya  est une réserve naturelle norvégienne qui est située dans le municipalité de Nesodden, dans le comté d'Akershus.

## Description
La réserve naturelle de 6,47 km2 est située sur l'île de Husbergøya. L'île est boisée et l'infrastructure de l'unsine est démolie. Seule l'ancienne résidence du directeur, au sommet de l'île, a été transformée en un chalet utilisé comme résidence touristique.
C'est une zone de nidification d'oiseaux de mer nichent dans le sud et le nord de l'île : goéland marin, goéland argenté, eider, oie cendrée, huîtrier pie, bernache du Canada et bernache nonnette....

## Galerie

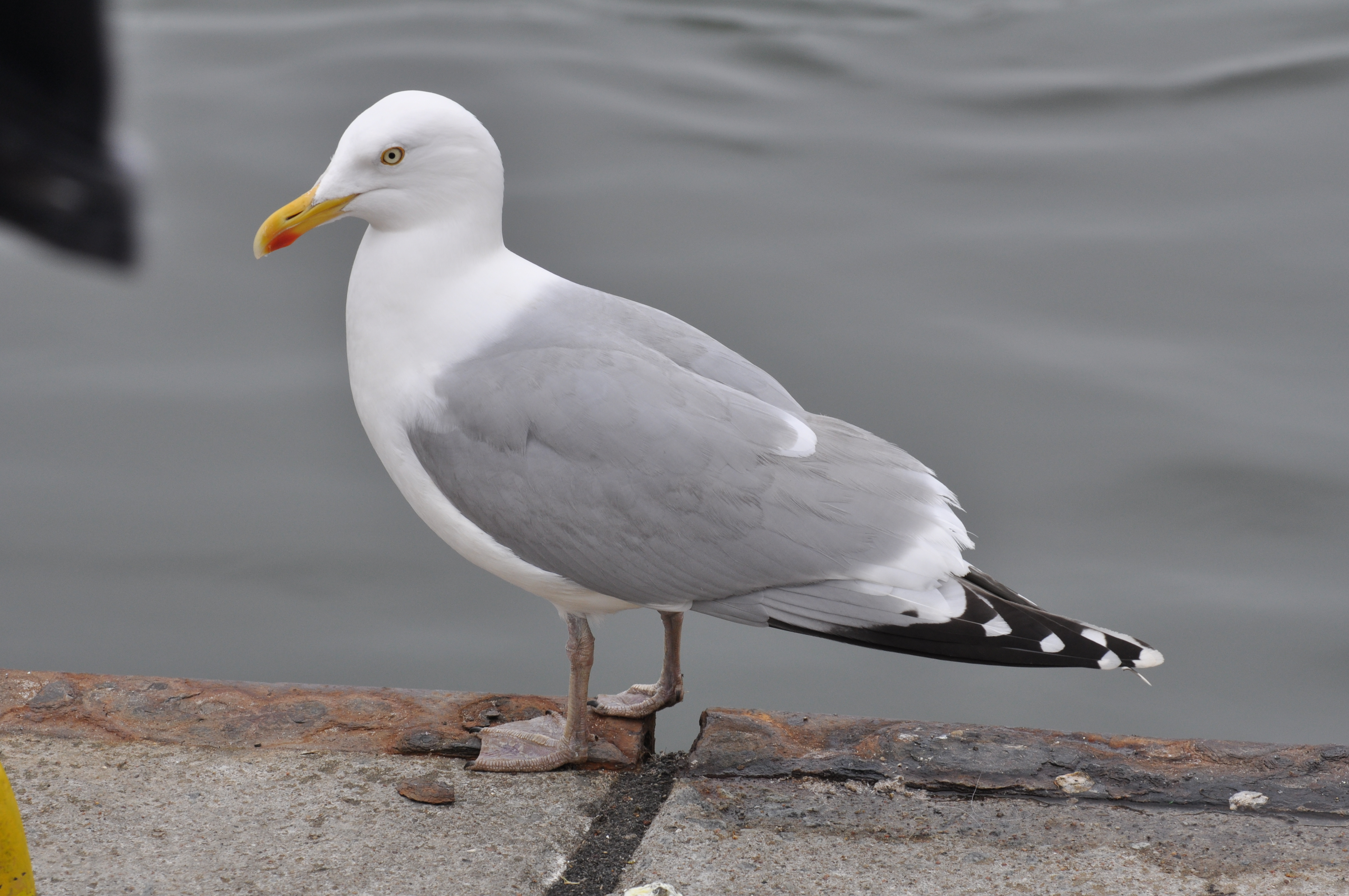
Larus argentatus
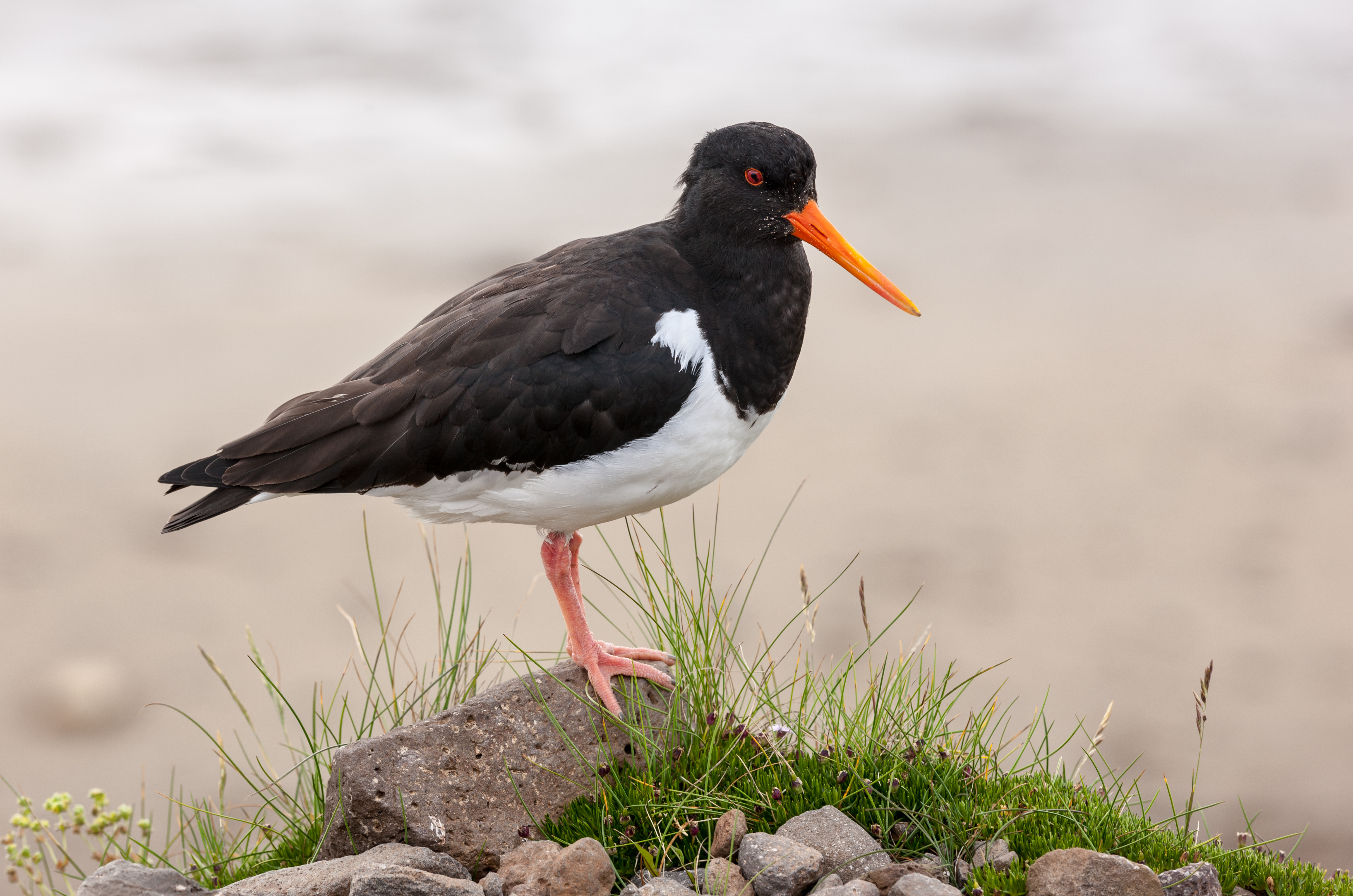
Huîtrier pie
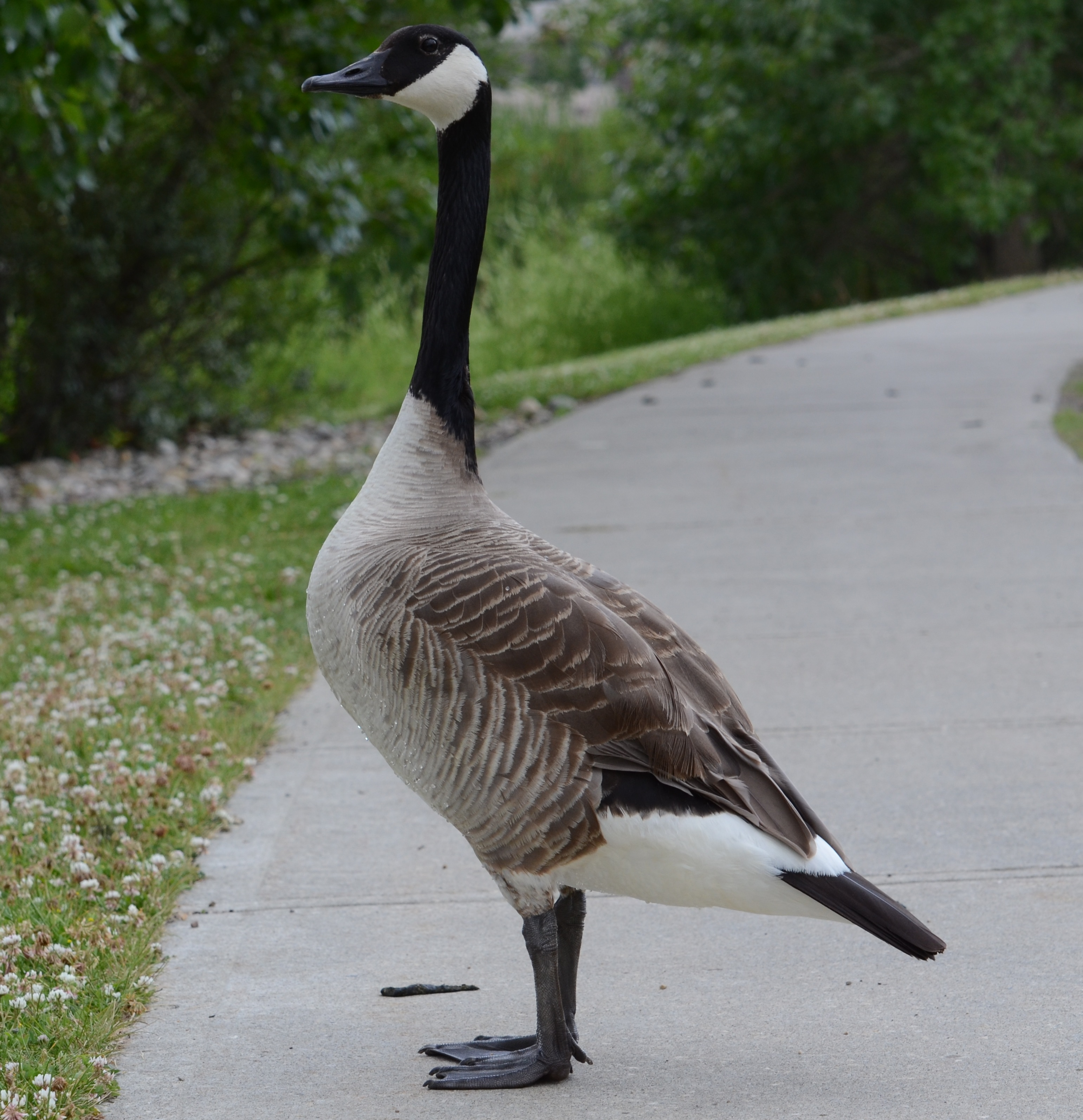
Bernache du Canada